# Tiaropsidium japonicum
Tiaropsidium japonicum är en nässeldjursart som beskrevs av Paul Torben Lassenius Kramp 1932. Tiaropsidium japonicum ingår i släktet Tiaropsidium och familjen Mitrocomidae. Inga underarter finns listade i Catalogue of Life.